# 洛伦索·马丁内斯
洛伦索·马丁内斯（西班牙語：Lorenzo Martínez，1951年9月5日—），古巴男子排球运动员。他曾代表古巴参加1972年和1976年夏季奥林匹克运动会排球比赛，其中1976年奥运会获得一枚铜牌。